# Hemieuxoa nezia
Hemieuxoa nezia là một loài bướm đêm trong họ Noctuidae.